# پینو کاروسو
پینو کاروسو (ایتالیایی: Pino Caruso؛ زادهٔ ۱۲ اکتبر ۱۹۳۴ - ۷ مارس ۲۰۱۹) بازیگر، کمدین، نویسنده و مجری تلویزیون اهل ایتالیا است.
از فیلم‌ها یا برنامه‌های تلویزیونی که وی در آن نقش داشته است، می‌توان به کشور زیبا، کشتار، خدمتکار منزل، اغواگری، بچه‌های خیابان، زیباترین زوج جهان، فضول، زن یکشنبه و بداندیش اشاره کرد.